# 유주 (초양왕)
초양왕 유주(楚襄王 劉注, ? ~ 기원전 117년)는 전한의 황족·제후왕이다.
초안왕 유도의 아들로, 기원전 129년에 아버지가 죽자 초왕의 작위를 이었다. 기원전 117년, 재위 12년 만에 죽어 시호를 양(襄)이라 했고, 아들 절왕 순이 뒤를 이었다. 쉬저우 시의 귀산한묘 유적에 묘지가 있다.